# 徐德友
徐德友（1916年—2015年10月30日），河南省潢川县人，中国人民解放军将领。

## 生平
1930年4月参加中共工农红军，在潢川独立团1营，四方面军10师、12师任战士、通信员、警卫员。1937年6月，任甘肃红军随营学校后政教导团教员。1938年2月，任太行师旅28团9连2营、太行六分区独立营连长，副营长。11945年11月，任东北本溪县大队3分区司令部教导队2团团长。1948年1月，任安东县二分区独立团长、东北独三师9团团长、政委。1949年5月，任华北军区208师624团、华东空二师6团团长。
1955年被授予中校军衔，同年荣获三级八一勋章，三级独立自由勋章，三级解放勋章。1956年7月，任大安军政高级干部预备学校校长。1957年11月，任成都军区司令部军务处处长。1959年9月，任四川省军区宜宾军分区副司令员。1960年，晋升上校。1968年9月，任四川省军区雅安军分区副司令员。1976年10月离职休养。1988年，荣获二级红星功勋荣誉奖章。
2015年10月30日18时在成都逝世，享年99岁。